# Josef Thoman
Josef Thoman (* 16. Dezember 1923 in Innsbruck; † 20. Oktober 2003 ebenda) war ein österreichischer Politiker (ÖVP). Er war von 1979 bis 1989 Präsident des Tiroler Landtags.

## Leben und Wirken
Thoman kam aus der Christlichdeutschen Turnerschaft hervor. Nach der Matura an der Realschule in Innsbruck wurde der Neunzehnjährige zum Kriegsdienst an die Ostfront eingezogen. Er beantragte am 5. Juli 1941 die Aufnahme in die NSDAP und wurde am 1. September 1941 aufgenommen (Mitgliedsnummer 8.549.897). Nach Kriegsende arbeitete der schwer verwundete Heimkehrer in der Stadtverwaltung Innsbruck und engagierte sich im Tiroler Kriegsopferverband. Von 1979 bis 1989 war er Präsident des Tiroler Landtages, von 1977 bis 1979 auch Gemeinderat der Stadt Innsbruck und im Finanz-, im Personal-, im Umwelt- und Sozialausschuss tätig.